# 注音輸入法
注音輸入法（ちゅういんゆにゅうほう）は、パーソナルコンピュータなど電子機器への中国語入力方法の一つである。キーボード上に刻印された注音符号を入力しそれを漢字に変換する。「輸入法」は入力方法の意味。日本語入力システムにおけるかな入力とほぼ同様のものと考えてよい。主に台湾で使われ、2011年に台湾で行われたオンライン調査によると、71.3%の人が注音輸入法を最もよく使っていると答えた。

## パーソナルコンピュータ

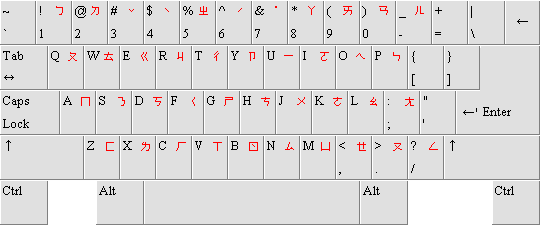
一般的なキーボード注音配列。

中華民国（台湾）で初等教育を受けた者なら常識である注音符号を用いるため、漢字の構成要素である字根を用いる入力法と比較して習得が容易であり、注音符号自体については学習の必要性自体ほとんどないと言ってもよい。広く普及している注音キーボード配列は、左から縦に注音符号順（声母＝頭子音、介音に成り得る母音、その他の韻母の順）に並べている。このほかにも複数の配列が使われている。
注音輸入法は、かつては単漢字変換にしか対応していなかったため、同音異字・同音異義語の多い中国語においては非常に変換効率の悪い入力法であったが、現在では日本語入力システムにおける連文節変換のように文脈を判断した上で複数の文字を一括変換可能なソフトウェアも登場しており、かつてと比較すれば変換効率はかなりの程度向上している。ただし、そのようなソフトウェアであっても、倉頡輸入法、嘸蝦米などプロ向けの入力法に対しては入力速度の面で大きく見劣りする。漢字入力に関して4段のキーを必要とするため、タッチタイピングにはあまり向いていない。

## 携帯電話
注音輸入法は、携帯電話端末での漢字入力法としても非常に普及しており、タッチスクリーンによる手書き文字入力を備えたスマートフォンなど特別なものを除き、注音輸入法に対応しない携帯電話はまずない。
2種の配列を例示する。横配列で「ㄇㄚˇ（mǎ）」を入力する場合は、1を3回（ㄇ）、7を1回（ㄚ）、⚹を3回（ˇ＝第3声）押す。

### 横配列
| 1 ㄅㄆㄇㄈ | 2 ㄉㄊㄋㄌ | 3 ㄍㄎㄏ     |
| 4 ㄐㄑㄒ   | 5 ㄓㄔㄕㄖ | 6 ㄗㄘㄙ     |
| 7 ㄚㄛㄜㄝ | 8 ㄞㄟㄠㄡ | 9 ㄢㄣㄤㄥㄦ |
| ⚹ 声調     | 0 ㄧㄨㄩ   | ＃           |

### 縦配列
| 1 ㄅㄉㄚ | 2 ㄍㄐㄞ   | 3 ㄓㄗㄢㄦ |
| 4 ㄆㄊㄛ | 5 ㄎㄑㄟ   | 6 ㄔㄘㄣㄧ |
| 7 ㄇㄋㄜ | 8 ㄏㄒㄠㄡ | 9 ㄕㄙㄤㄨ |
| ⚹ ㄈㄌㄝ | 0 声調     | ＃ ㄖㄥㄩ  |